# 埃迪·墨菲 (速度滑冰运动员)
埃迪·墨菲（英語：Eddie Murphy，1905年2月1日—），美国男子速度滑冰运动员。他曾代表美国参加1928年和1932年冬季奥林匹克运动会速度滑冰比赛，获得一枚银牌。